# Unione degli agricoltori bavaresi
L'Unione degli agricoltori bavaresi (BB - in tedesco: Bayerische Bauernbund) è stato un partito politico tedesco della Baviera. Dal 1893 al 1933 rappresentò gli interessi della popolazione rurale nel Landtag bavarese e nel Reichstag tedesco. Il BB aveva le sue roccaforti nelle zone dell'antica Baviera, ma era fortemente rappresentata anche in tutta la Svevia. Rispetto agli altri gruppi di interesse agricoli (Unione degli agricoltori, Gruppo agrario, Partito Cristiano-Nazionale dei Contadini e dei Rurali), il suo programma era liberale e, a differenza del Partito di Centro e del Partito Popolare Bavarese, decisamente non clericale. Dal 1922 si chiamò Unione bavarese degli agricoltori e delle classi medie (in tedesco: Bayerischer Bauern- und Mittelstandsbund).

## Storia
Dopo la fondazione dell'Unione degli agricoltori (BdL) a Berlino il 18 febbraio 1893, ne sarebbe stata fondata una propaggine anche in Baviera, ma la prima riunione in Bassa Baviera fallì e il 10 aprile 1893 fu fondata a Straubing l'Unione dei contadini della Bassa Baviera. Nello stesso anno si formarono le Federazioni degli agricoltori e dei commercianti dell'Alta Baviera e della Svevia e l'Unione degli agricoltori della Franconia. Il 2 marzo 1895 fu fondata a Ratisbona l'Unione degli agricoltori bavaresi (BB), ma i gruppi dell'Alta Baviera vi aderirono solo il 26 settembre 1897. Nel 1901 Georg Eisenberger di Ruhpolding divenne il primo presidente del BB e lo rimase fino al 1930. Le forti controversie interne culminarono nel 1910 con l'adesione della maggioranza dei membri dell'Unione dei contadini della Franconia all'Unione degli agricoltori tedeschi e, in alcuni casi, anche al BdL.
Nel 1912, alle elezioni statali bavaresi, ci fu un'azione congiunta dell'Unione degli agricoltori bavaresi, dell'Unione degli agricoltori tedeschi, dei vari partiti liberali e dei socialdemocratici bavaresi contro il Partito di Centro.
Dopo la Rivoluzione di novembre del 1918 (v. anche Repubblica Sovietica di Monaco), l'ala sinistra della BB guidata da Karl Gandorfer spinse per una collaborazione con l'SPD ed a volte anche con l'USPD. Dal 1920 al 1930 l'Unione degli agricoltori bavaresi formò una coalizione con il BVP ed il DNVP a livello di Land ottenendo sempre il ministero dell'Agricoltura. Dal 31 marzo al 22 novembre 1922 il partito fu brevemente rappresentato nel governo del Reich, nel gabinetto Wirth II.
Dal 1928, in occasione delle elezioni del Reichstag, il partito si unì con altri gruppi affini per formare il Partito degli agricoltori tedeschi, dopo essersi fuso con altre organizzazioni contadine di media e piccola dimensione tra il 1927 ed il 1933 in una federazione denominata Unione degli agricoltori tedeschi. Tuttavia, a causa del suo continuo sostegno al Fronte Verde, fondato nel 1929, l'Unione degli agricoltori bavaresi uscì da questa organizzazione nel 1930. I parlamentari dell'Unione degli agricoltori bavaresi, eletti al Reichstag nella lista del Partito degli agricoltori tedeschi, entrarono a far parte del gruppo parlamentare del CNBL.
Nell'agosto 1930, a causa dell'introduzione di una tassa sulla macellazione in Baviera, l'Unione degli agricoltori bavaresi uscì dalla coalizione di governo con il BVP.
Dopo il 1930, l'Unione degli agricoltori bavaresi perse gran parte del suo elettorato a favore del BVP e soprattutto del NSDAP, mentre la leadership dell'Unione degli agricoltori rimase in gran parte fedele alla Repubblica fino al 1933 quanto si sciolse, nell'aprile, e raccomandò ai suoi membri di aderire al NSDAP.
Dopo la seconda guerra mondiale, gli ex membri della BB parteciparono alla fondazione della CSU.

## Politici più importanti
- Georg Eisenberger (1901–1930 Primo Presidente, leader di destra)
- Theodor Dirr (1919–1929 vicepresidente; ala moderata; sindaco di Anhofen)
- Karl Gandorfer (1919-1932 terzo presidente, leader di sinistra)
- Johannes Wutzlhofer (1920–1923 Ministro di Stato bavarese dell'agricoltura)
- Anton Fehr (1924–1930 Ministro di Stato bavarese dell'agricoltura e del lavoro).
- Konrad Kübler (1884-1974), redattore ed editore dell'organo associativo dell'Unione degli agricoltori bavaresi "Landauer Volksblatt" di Landau/Isar, è stato membro del Parlamento bavarese nel 1918/19 e consigliere dei contadini nel governo "sovietico". In seguito è stato arrestato dai nazionalsocialisti. Dopo il 1945 divenne membro della CSU e dal 1946 al 1950 fu membro del Landtag bavarese (secondo vicepresidente).

## Iscritti
- 1896: 15.000
- 1908: 14.000
- 1914:   7.000
- 1921: circa 50.000
- 1924: circa 35.000

## Risultati delle elezioni del Reichstag
- Elezioni del Reichstag 1893: 81.350 voti, 4 mandati:

Benedikt Bachmeier, circoscrizione Pfarrkirchen - Griesbach
Josef Bruckmaier, circoscrizione Straubing - Vilshofen
Leonhard Hilpert, circoscrizione Rothenburg ob der Tauber - Neustadt an der Aisch
Johann Baptist Sigl, circoscrizione Kelheim - Rottenburg
- Elezioni del Reichstag 1898: 139.651 voti, 5 mandati:

Benedikt Bachmeier, circoscrizione Pfarrkirchen - Griesbach
Franz Xaver Esslinger, circoscrizione Straubing - Vilshofen
Leonhard Hilpert, circoscrizione Rothenburg ob der Tauber - Neustadt an der Aisch
Josef Lanzinger, circoscrizione Erding - Mühldorf
Georg Ratzinger, circoscrizione Deggendorf - Regen
- Elezioni del Reichstag 1903: 100.228 voti, 3 mandati:

Benedikt Bachmeier, circoscrizione di Pfarrkirchen–Griesbach
Leonhard Hilpert, circoscrizione Rothenburg ob der Tauber - Neustadt an der Aisch
Matthäus Mittermeier, circoscrizione Straubing - Vilshofen
- Elezioni del Reichstag 1907: 71.602 voti, 1 mandato:

Leonhard Hilpert, circoscrizione Rothenburg ob der Tauber - Neustadt an der Aisch
- Elezioni del Reichstag 1912: 47.804 voti, 2 mandati:

Benedikt Bachmeier, circoscrizione Pfarrkirchen - Griesbach
Carl Laux, collegio elettorale Straubing - Vilshofen
- Elezioni del Reichstag 1919: 275.127 voti, 4 seggi
- Elezioni del Reichstag 1920: 218.596 voti, 4 seggi
- Elezione del Reichstag 1924 I: 168.996 voti, 3 mandati
- Elezioni del Reichstag 1924 II: 296.321 voti, 6 mandati

dal 1928 Partito degli Agricoltori Tedeschi:
- Elezioni del Reichstag 1928: 481.254 voti, 8 mandati
- Elezioni del Reichstag 1930: 339.434 voti, 6 mandati
- Elezione del Reichstag 1932 I: 137.133 voti, 2 mandati
- Elezioni del Reichstag 1932 II: 149.002 voti, 3 mandati
- Elezioni del Reichstag 1933: 114.077 voti, 2 mandati